# Croix de Fontaine-en-Bray
La croix de Fontaine-en-Bray est un monument situé à Fontaine-en-Bray, en Normandie.

## Localisation
La croix est située dans l'église du village.

## Historique
La croix est datée du XVIe siècle.
Elle est restaurée dans les années 1870.
Le monument est classé comme monument historique depuis le 5 février 1914.

## Description
Le calvaire possède une colonne corinthienne pourvue de la liste des donateurs.
La croix est de style Renaissance.